# Лыково (Нижегородская область)
Лы́ково — деревня в составе Хахальского сельсовета городского округа Семёновский.
Деревня располагается на левом берегу реки Керженец.
| 2002 | 2010 |
| ---- | ---- |
| 27   | ↘22  |

Преобладающее население — жители Н.Новгорода, посещающие деревню в выходные дни и в отпуск. Коренное население деревни является пенсионерами и составляет около 10 домохозяйств. 

Деревня Лыково ценится как экологически-чистое и «не тронутым цивилизацией» место в связи с рядом факторов: 

1. В настоящее время отсутствует общественный транспорт, связывающий деревню с какими либо другими населенными пунктами. Жители перемещаются между деревней и Н.Новгородом на личном автотранспорте (время пути около 2.5 часов) или на общественном транспорте по маршруту: электричка Н.Новгород-Семенов, автобус Семенов-Хахалы, пеший переход Хахалы-Аристово-Лыково (суммарное время пути около 6 часов).

2. Отсутствие асфальтированной автодороги. Следующие участки автодорог, связывающих деревню с Н.Новгородом, являются грунтовыми: Лыково-Феофаниха и Лыково-Рустай (по территории Керженского заповедника)

3. Отсутствие каких-либо магазинов. Местные жители приобретают продукты питания в автолавке.